# Catedral de São Sebastião (Leopoldina)
A Catedral São Sebastião é um templo católico localizado em Leopoldina, no estado brasileiro de Minas Gerais. Consagrada a São Sebastião, é também a sede episcopal da Diocese de Leopoldina.
Está situada na praça Dom Helvécio, bairro Catedral, onde sedia uma paróquia que possui 3 capelas a ela subordinadas: Capela São Pedro, Capela Nossa Senhora da Imaculada Conceição e Capela Nossa Senhora do Carmo.

## História
A paróquia de São Sebastião foi criada em 27 de abril de 1854, quando da elevação do distrito de São Sebastião do Feijão Cru à condição de freguesia pela mesma lei que criou o município de Leopoldina. Quando foi criada, a paróquia era subordinada à então Diocese do Rio de Janeiro. Em 16 de julho de 1897, por decreto do papa Leão XIII, passou a se subordinar à então Diocese de Mariana.
Nas proximidades do atual templo, erguia-se a antiga matriz de São Sebastião, construída no século XIX. Em 27 de abril de 1926, foi nomeada por Dom Helvécio, arcebispo de Mariana, a comissão responsável pela construção do novo templo. A antiga matriz foi demolida em 1927. Em 12 de março de 1928 deu-se a bênção da pedra fundamental do novo templo, projetado pelo arquiteto Luiz Dantas Castilho, da Escola Nacional de Belas Artes, e executado pelo engenheiro Ormeo Junqueira Botelho. Em 28 de março de 1942, com a criação da Diocese de Leopoldina, a matriz foi elevada à condição de catedral, mas sua construção foi concluída apenas em 1965. No local da antiga matriz, foi erguida  em 1946 uma estátua de Nossa Senhora da Paz, uma iniciativa de Dom Delfim Ribeiro Guedes, primeiro bispo da Diocese de Leopoldina, em agradecimento pelo término da II Guerra Mundial.
A última obra realizada na catedral foi a construção da cripta para sepultamento dos bispos, ocorrida em 2006.

## Arquitetura
A planta do templo, de estilo românico, tem o formato de uma cruz latina. Apresenta uma torre de 50 metros de altura na fachada, bem como uma cúpula situada sobre o transepto. Abaixo da torre e acima do portal da entrada principal, há duas rosáceas voltadas para o coro. No interior, as arcadas separam a nave central das naves laterais. A sacristia situa-se atrás do altar. Os vitrais que ornamentam o templo constituem 65 painéis, formados por 482 peças, com ilustrações religiosas. A escadaria que dá acesso à entrada principal possui 140 degraus.